# FSV法兰克福

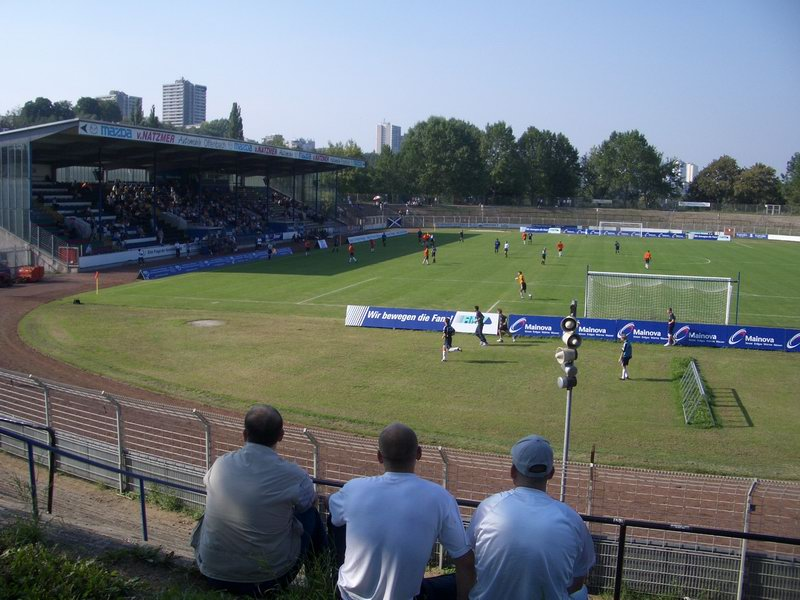
Frankfurter Volksbank Stadion

法兰克福1899体育足球俱樂部（德語：Fußballsportverein Frankfurt 1899 e.V.，簡稱FSV Frankfurt）是位於德國黑森州法兰克福的博恩海姆（Bornheim）的足球會。成立於1899年，只能活在同市強大的法蘭克福（Eintracht Frankfurt）陰影下。

## 球會歷史
FSV法兰克福的高峰是於1925年晉級德國足球冠軍（Deutsche Fußballmeister）決賽，但以0-1不敵紐倫堡而屈居亞軍；於1972年以2-1擊敗马尔-胡尔斯（Marl Hüls）奪得德國業餘足球錦標賽（Deutsche Amateurmeisterschaft）冠軍；而1938年則晉級德国足协杯前身查美爾盃（Tschammerpokal）決賽，被維也納迅速以3-1擊敗。
在1920至1930年代FSV法兰克福在「美因區級聯賽」（Bezirksliga Main）及「美因-黑森區級聯賽」（Bezirksliga Main-Hessen）中作賽。直到1933年奪得德國南部聯會聯賽（Verband Süddeutscher Fussball Vereine，簡稱VSFV）冠軍後，升級到「西南省際聯賽」（Gauliga Südwest），是第三帝國改組足球聯賽後16個頂級聯賽之一。FSV法兰克福位列中游，最佳成績是1939年的亞軍。1941年「西南省際聯賽」分拆成「Gauliga Westmark」及「Gauliga Hessen-Nassau」兩個聯賽，FSV法兰克福被置於後者，1943年緊隨之後獲得亞軍，1944年與法蘭克福安德列合併組成「KSG法兰克福」（KSG Frankfurt）參加戰時聯賽（Kriegspielgemeinschaft）。翌年省際聯賽因戰爭臨近而停頓。
戰後佔領的盟軍命令解散德國所有組織，包括體育及足球會。「法兰克福」以「SG博恩海姆」（SG Bornheim）的名義重新成立，於1945年末獲恢復原名。球隊獲選加入頂級的「南部州級聯賽」（Oberliga Süd）參賽，一直表現平庸而處於中游位置，於1961/62年終於降級。1963年德甲成立，FSV法兰克福加入「南部地區聯賽」（Regionalliga Süd），一直維持在第二級聯賽參賽，於1970年代初降落第三級聯賽。
在德乙成立後一年的1975年FSV法兰克福重返第二級聯賽，升上「德乙南區」（2nd Bundesliga Süd）。1981年德乙重組成為單一全國性級別，在下游位置的FSV法兰克福被重置到第三級的「黑森業餘州級聯賽 (III)」（Amateur Oberliga Hessen (III)）。1982/83年重回德乙僅一年便即降級。
FSV法兰克福自此長期在「黑森州級聯賽 (IV)」（Oberliga Hessen (IV)）及「地區聯賽南部賽區」（Regionalliga Süd (III)）之間浮沉。於奪得「地區聯賽南部賽區」冠軍後，FSV法兰克福在2008/09年球季再次升上德乙。

## 其他運動部門
FSV法兰克福其他的運動部門包括女子足球、田徑、拳擊、飛鏢、手球、冰上曲棍球及網球。其女子足球隊在1986年到1998年間曾三奪全國聯賽冠軍及五屆德國足協盃，但在2005/06年球季後因財務困難而倒閉。

## 球會榮譽
- 德國足球亞軍：1925年
- 德國南部聯賽冠軍：1933年
- 德國足協盃亞軍：1938年
- 德國業餘足球錦標賽冠軍：1972年
- 南部州級乙組聯賽（2nd Oberliga Süd）冠軍：1963年
- 黑森州級聯賽（Oberliga Hessen）冠軍：1969年、1973年、1975年、1982年、1994年、1998年、2007年
- 地區聯賽南部賽區（Regionalliga Süd）冠軍：2008年

## 外部連結
- FSV法兰克福官方网站（页面存档备份，存于）